# アストロロロジー 〜おかしな12星座占い〜
アストロロロジー ～おかしな12星座うらない～（原題：AstroLOLogy）は、マレーシアの子供向けCGアニメーション作品である。

## 概要
個性的な12星座のキャラクターを中心に展開される短編コメディでシンプルで台詞のないカラフルなビジュアルと子供向けのコミカルな動きを特徴としている。
本編は1話につき約2分で各エピソードが独立している。
中国ではTencentが独占放送権を取得している

## 日本での展開
日本では2019年11月より、J:COMテレビ「アニおび」にて放送されていた。
日本語吹き替え版ではオリジナル版と違い、台詞が加えられている。
本編も6つのエピソードをまとめて1話という構成になり、日本独自の楽曲がスタッフクレジットとして挿入される形で放送された。
2022年6月18日よりキッズステーションにて、キャストを一新した第2シーズンの放送が開始した。
第2シーズンでは12話ごとに一部キャストが変更されている。

## 登場キャラクター
※声はオリジナル版／日本語吹替版
がめくん
声/ハシル・ハイザイ・ハイルミ／大薮恵介(第1シーズン)→幸村郁(13話から24話)→西脇聖奈(25話から36話)→井上継之(37話以降)
みずがめ座のキャラクター。オリジナル版の名前はAquarius。
体と額に青いストラップがあり、頭には水のような髪がある。
ぎょっしー
声/オー・ユン・ユイン・イ／にしまゆこ(第1シーズン)→朝ノ瑠璃(第2シーズン以降)
うお座のキャラクター。オリジナル版の名前はPisces。
青緑色のスカートと、ひれ型のイヤリングを身に着けている。
よーくん
声/レスター・ウォン・ツィ・ジャン／吉岡貢嗣(第1シーズン)→一花さくら(第2シーズン以降)
おひつじ座のキャラクター。オリジナル版の名前はAries。
緑の長袖シャツと赤いショートパンツを着ており、赤いフードから白い毛が見える。
もーくん
声/サンティッシュ A/L ロガンドラン／鈴木啓義(第1シーズン)→まつした剣也(第2シーズン以降)
おうし座のキャラクター。オリジナル版の名前はTaurus。
大きくてぽっちゃりした体つきで、黄色いフードとオレンジ色のネクタイを着けている。
みっつ
声/スティーブン ボーンズ／加藤玲奈(第1シーズン)→齋藤茅乃(第2シーズン以降)
ふたご座のキャラクター。オリジナル版の名前はGeminiで、それぞれ個別の名前は付けられていない。
目が三つあり青い帽子をかぶっている。いっちーとは双子の関係である。
いっちー
声/スティーブン ボーンズ／山下侑梨那(第1シーズン)→二羽凛奈(第2シーズン以降)
ふたご座のキャラクター。オリジナル版の名前はGeminiで、それぞれ個別の名前は付けられていない。
目が一つあり、青い帽子のつばを後ろ向きにかぶっている。みっつとは双子の関係である。
さみー
声/アルチャナ AV シャンムガナサン／大賀眞帆(第1シーズン)→楠田亜衣奈(第2シーズン以降)
かに座のキャラクター。オリジナル版の名前はCancer。
ピンクの髪をカニの爪のような形にまとめている。ピンクのシャツとスカートを着ていている。
れお声/ハフィーズ アジズ／黒巌大五郎(第1シーズン)→御堂紗羅(13話から24話)→岩倉龍兵(25話から36話)→藤堂駿介(37話以降)
しし座のキャラクター。オリジナル版の名前はLeo。
体が大きく緑の服を着ている。茶色のたてがみをもっている。
おとちゃん
声/シティ ヌルサブリナ／水瀬七海(第1シーズン)→月野もあ(第2シーズン以降)
おとめ座のキャラクター。オリジナル版の名前はVirgo。
白いワンピースと赤いストッキングを着ている。金色の羽のような髪飾りを付けている。
Mr.てんびん
声/ハフィーズ アジズ／秦正武(第1シーズンおよび第2シーズン25話から36話まで)→清水裕貴(13話から24話まで)→高橋宏幸(37話以降)
てんびん座のキャラクター。オリジナル版の名前はLibra。
黄色のかつらをかぶっており、常に浮遊している。
さすけ
声/スティーブン ボーンズ／山根俊介(第1シーズン)→山谷祥生(第2シーズン以降)
さそり座のキャラクター。オリジナル版の名前はScorpio。
茶色のズボンをはいており、頭に赤いちょんまげがある。赤い爪をもっている。
ゆみ
声/オー・ユン・ユイン・イ／猪股由起(第1シーズン)→兒玉奈津美(13話から24話)→秋月えり(25話から36話)→小野絵梨(37話以降)
いて座のキャラクター。オリジナル版の名前はSagittarius。
緑色のポニーテールをオレンジ色のシュシュで束ね、矢の形のかんざしをつけている。
めーたん
声/レスター・ウォン・ツィ・ジャン／亜利美里(第1シーズン)→日野なつみ(13話から24話)→鈴木みのり(25話以降)
やぎ座のキャラクター。オリジナル版の名前はCapricorn
角の付いた白い帽子をかぶり、緑のオーバーオールを着ている。

## 日本語版スタッフ
- 企画：東映エージェンシー　相原晃、Ncreation、古澤みちよ
- プロデューサー：矢田晃一、美斉津誠、田中佳則、細野由紀雄
- 日本語版脚本：中尾周統
- 日本語版映像編集：恵比須弘和
- 音響制作：恵比須弘和、藤田昌宏、湯野憲昭(第1シーズン)、西川博子(第1シーズン)、岡田純子(第2シーズン)、光岡聖人(第2シーズン)
- 海外担当：東映エージェンシー　陸一文
- キャスティング協力：株式会社REDCARPET
- 日本語版製作：Ncreation、STUDIO LOVOX
- 制作：lemon sky STUDIOS

## 受賞歴
オリジナル版の受賞歴
| 賞                                 | 年     | 部門                                   | 結果 |
| ---------------------------------- | ------ | -------------------------------------- | ---- |
| ロンドン・インディペンデント映画賞 | 2020年 | 最優秀短編アニメーション賞             | 受賞 |
| ロサンゼルス映画賞                 | 2020年 | ベストウェブシリーズ                   | 受賞 |
| ラティチュード映画賞               | 2020年 | ベストウェブシリーズ                   | 受賞 |
| インディペンデント短編映画賞       |        | ベスト子供向け短編                     | 受賞 |
| グローバル短編映画                 |        | ベストウェブシリーズ                   | 受賞 |
| アジアンシネマトグラフィーアワード | 2020年 | ベスト短編アニメーション               | 受賞 |
| ニューヨークアニメーション映画賞   | 2020年 | ベストアニメーションTV、ウェブシリーズ | 受賞 |
| ベガス映画賞                       | 2020年 | ベストアニメーション優秀賞             | 受賞 |